# Humphrey Gilbert
Sir Humphrey Gilbert (1539 circa – 9 settembre 1583) è stato un politico e corsaro britannico.
Originario di Devon in Inghilterra, fu fratellastro (per madre) di Sir Walter Raleigh e cugino di Sir Richard Grenville. Avventuriero, esploratore, membro del parlamento e soldato, prestò servizio durante il regno di Elisabetta I e fu pioniere dell'impero coloniale inglese in America del Nord e delle colonie d'Irlanda.

## Gioventù
Gilbert fu il quinto figlio di Otho Gilbert di Compton e Greenway, Galmpton e Devon, e di Katherine Champernowne. Anche i fratelli John e Adrian ed i fratellastri Carew Raleigh e Walter Raleigh furono famosi durante il regno di Elisabetta I e Giacomo I. Katherine era nipote di Kat Ashley, governatrice di Elisabetta, che introdusse a corte i suoi giovani figli. Lo zio di Gilbert, Sir Arthur Champernowne, lo coinvolse nella fondazione di nuove colonie in Irlanda tra il 1566 ed il 1572.
Sir Henry Sidney divenne il mentore di Gilbert, il quale fu educato presso le università di Eton e Oxford, dove apprese il francese e lo spagnolo e studiò l'arte di guerra e navigazione. Si trasferì ad abitare presso l'Inns of Chancery di Londra attorno al 1560–1561.
Partecipò all'assedio di Newhaven a Havre-de-grâce (Le Havre), in Normandia, dove fu ferito nel giugno 1563. Nel luglio 1566 prestò servizio in Irlanda sotto al comando di Sidney (allora Lord luogotenente) contro Shane O'Neill, ma quello stesso anno fu rimandato in Inghilterra con un messaggio per la regina. Approfittò del fatto di presentarsi davanti alla regina per proporle il proprio A discourse of a discouerie for a new passage to Cataia (Discorso di una scoperta per un nuovo passaggio in Catai) (pubblicato in forma corretta nel 1576), riguardo all'esplorazione di un passaggio a nord-ovest tra America e Asia. Entro l'anno aveva steso un proprio progetto, col quale ricevette le lodi di Solomon e Job.
Gilbert fu descritto come "più alto della media, e molto umorale". Alcuni contemporanei lo accusarono di pederastia.

## Carriera militare in Irlanda

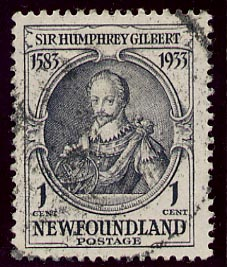
Francobollo raffigurante Sir Humphrey Gilbert

Dopo l'assassinio di O'Neill nel 1569, fu nominato governatore dell'Ulster e fu membro del parlamento irlandese. In questo periodo chiese al segretario principale della regina, William Cecil, di venire richiamato in Inghilterra ("per la cura dei miei occhi") ma le sue ambizioni rimasero in Irlanda, particolarmente nella provincia meridionale di Munster. Nell'aprile 1569 propose la creazione di una presidenza e di un consiglio per la provincia, e sostenne l'idea di un grosso insediamento nei pressi di Baltimore (l'attuale contea di Cork), approvata dal consiglio di Dublino. Nello stesso periodo fu coinvolto con Sidney e col segretario di stato, Sir Thomas Smith, nella progettazione di un grosso insediamento nella provincia settentrionale dell'Ulster da parte di gentiluomini del Devonshire.
L'operato di Gilbert nel sud d'Irlanda giocò un ruolo fondamentale nello scoppio della prima delle rivolte dei Desmond. Un suo parente, Sir Peter Carew (anche lui del Devonshire), stava protestando riguardo all'eredità di alcune terre nei territori dei Butler in Leinster meridionale. Il conte di Ormond, amico d'infanzia della regina e capo della famiglia Butler, si trovava in Inghilterra e lo scontro tra l'influenza dei Butler e la legittima autorità dei Carew creò scompiglio.
Gilbert era ansioso di partecipare e, dopo che Carew ebbe conquistato la baronia di Idrone (nell'odierna contea di Carlow), si spinse ad ovest con i propri uomini oltre il fiume Blackwater nell'estate del 1569 unendosi al parente per sconfiggere Sir Edmund Butler, fratello minore del conte. Quando i Geraldini di Desmond si ribellarono, scoppiò la violenza a partire da Leinster in tutta la provincia di Munster. Gilbert fu nominato colonnello dal Lord luogotenente Sidney ed incaricato di colpire il ribelle James FitzMaurice FitzGerald.
I Geraldini furono cacciati da Kilmallock, ma tornarono per assediare Gilbert, il quale li scacciò con una sortita durante la quale il suo cavallo fu ucciso ed il suo scudo trafitto da una lancia. Dopo un iniziale successo, mostrò coraggio nell'invadere il territorio nemico, riuscendo a marciare nelle contee di Kerry e Connello, conquistando 30–40 castelli senza l'aiuto dell'artiglieria.
Nelle tre settimane della sua campagna tutti i nemici furono trattati senza pietà e passati a fil di spada, comprese donne e bambini, il che spiega, forse, il modo in cui molti castelli furono abbandonati prima dell'arrivo di Gilbert. Uno spettacolo particolarmente macabro fu ideato da lui per colpire i sostenitori del ribelli:
()
John Perrot usò un metodo simile a Kilmallock pochi anni dopo. Si dice anche che Gilbert abbia mandato il capitano Apsley a Kerry per generare terrore.
Ormond tornò dall'Inghilterra chiamando a sé i propri fratelli, il che indebolì la resistenza dei Geraldini. Nel dicembre 1569, dopo che uno dei capi ribelli si recò al governo confessando il proprio tradimento, Gilbert ricevette il cavalierato per mano di Sidney nel campo di Fitzmaurice, presumibilmente tra i cumuli di guerrieri gallowglass morti. Fitzmaurice continuò la ribellione (arrendendosi solo nel 1573) ed un mese dopo il ritorno di Gilbert in Inghilterra riconquistò Kilmallock con 120 uomini, sconfiggendo la guarnigione e saccheggiando la città per tre giorni, lasciandola "ai lupi".

## Membro del parlamento ed avventuriero
Nel 1570 Gilbert tornò in Inghilterra dove sposò Anne Aucher, dalla quale ebbe sei figli ed una figlia. Nel 1571 fu eletto al parlamento come membro per Plymouth e nel 1572 per Queenborough. Negli affari fu coinvolto in un progetto alchemico con Smith, nel quale il ferro sarebbe stato trasformato in rame ed antimonio, ed il piombo in mercurio.
Nel 1572 Gilbert si interessò all'Olanda, dove combatté una fallimentare campagna a sostegno dei geuzen olandesi a capo di 1500 uomini, molti dei quali avevano disertato dalla plantation di Smith ad Ards in Ulster. Nel 1572–1578 Gilbert si dedicò alla scrittura. Nel 1573 presentò ad Elisabetta I una proposta per la fondazione di un'accademia a Londra, poi condata da Thomas Gresham tramite il Gresham College. Gilbert aiutò anche nella fondazione della Society of the New Art con Lord Burghley e Robert Dudley, entrambi proprietari di un laboratorio alchemico a Limehouse.
Il resto della vita di Gilbert fu speso in una serie di spedizioni marittime fallite, il cui finanziamento esaurì la sua fortuna e gran parte di quella della famiglia. Sostenne il viaggio di Martin Frobisher in Groenlandia che fece ritorno con un carico di misteriose rocce gialle, poi rivelatesi di nessun valore. Durante uno dei suoi progetti salpò da Plymouth diretto in America del Nord nel novembre 1578 con 7 navi della sua flotta, colpite da una tempesta e costrette a tornare in porto sei mesi dopo. L'unica nave ed essere entrata nell'Atlantico per una certa distanza fu la Falcon comandata da Raleigh.
Nell'estate del 1579 Gilbert e Raleigh furono incaricati dal lord luogotenente d'Irlanda, William Drury, di attaccare il suo vecchio nemico, il ribelle James Fitzmaurice Fitzgerald, per mare e terra e di intercettare una flotta in arrivo dalla Spagna con aiuti per i ribelli del Munster. In quel periodo Gilbert aveva tre vascelli al suo comando: la Anne Ager (o forse Anne Archer o Aucher – dal nome della moglie) da 250 tonnellate, la Relief e la Squirrell di 10 tonnellate. L'ultimo vascello, una piccola fregata, era famosa per aver completato il viaggio in America e ritorno in tre mesi comandata da un pilota portoghese catturato.
Per svolgere la sua missione in Irlanda, Gilbert salpò nel giugno 1579 dopo u periodo di maltempo, e si perse nella nebbia e nella fitta pioggia al largo di Land's End, incidente che portò la regina a dubitare delle sue capacità di marinaio. La sua flotta condotta al golfo di Biscaglia, mentre gli spagnoli giunsero al porto di Dingle dove si unirono ai ribelli. Ad ottobre riuscì a raggiungere il porto di Cobh in Munster, dove colpì duramente un signore locale, picchiandolo sulla testa con una spada. Litigò poi con un commerciante locale e lo uccise sulla banchina.
Gilbert fu uno dei maggiori sostenitori dell'esistenza di un passaggio a nord-ovest per il Catai (attuale Cina), famosa per l'abbondanza di ricchezze descritte da Marco Polo nel XIII secolo. Gilbert continuò a contrastare la pretesa di un passaggio a nord-est. Nell'inverno del 1566 assieme al suo principale antagonista Anthony Jenkinson (che era salpato verso la Russia ed aveva attraversato il paese fino al mar Caspio), presentò il problema delle rotte polari davanti alla regina Elisabetta. Gilbert sostenne che un passaggio a nord-est sarebbe stato troppo rischioso: "l'aria è talmente oscurata da continue nebbie così vicino al polo che nessuno potrebbe vedere o pilotare la propria nave o dirigerne la rotta". PEr logica e ragione un passaggio a nord-ovest deve esistere, e Columbo scoprì l'America con molte meno prove; era obbligatorio per l'Inghilterra raggiungere quelle terre, colonizzarle e sfidare il dominio spagnolo. L'opinione di Gilbert riscosse sostegno e furono stanziati i fondi, soprattutto dal mercante londinese Michael Lok, in modo da organizzare una spedizione. L'intrepido Martin Frobisher fu nominato capitano e partì dall'Inghilterra nel giugno 1576, ma la ricerca di u passaggio a nord-ovest si dimostrò infruttuosa. Fece ritorno con un carico di pietre gialle ed un Inuit.

## Terranova
Si pensa che Gilbert sarebbe stato nominato presidente di Munster dopo le dimissioni di Ormond da Lord luogotenente della provincia nella primavera del 1581. In questo periodo Gilbert era membro del parlamento per Queenborough, Kent, ma la sua attenzione era ancora per l'America del Nord, dove sperava di conquistare territori per conto della corona.
La licenza di esplorazione di sei anni concessa a Gilbert dalla corona nel 1578 stava per scadere, quando riuscì nel 1583 a raccogliere abbastanza fondi da investitori cattolici inglesi. Gli investitori erano bloccati dalle leggi penali nel loro paese, ed erano restii ad andare in esilio in parti ostili dell'Europa. L'idea di un'avventura in America li intrigava, soprattutto quando Gilbert propose loro di occupare circa 36000 km² nei pressi del fiume Norimberga, che lui stesso avrebbe diviso in lotti (anche se di proprietà della corona).
L'investimento cattolico non funzionò, in parte per il fatto che il Consiglio privato pretese che gli investitori pagassero le multe prima di partire, in parte perché la Chiesa e gli spagnoli li convinsero a non interferire con l'America, ma Gilbert riuscì comunque a salpare con una piccola flotta di cinque navi nel giugno 1583. Una delle navi, la Bark Raleigh, posseduta e comandata da Raleigh stesso, dovette fare ritorno per mancanza di viveri. L'equipaggio di Gilbert era composto da disadattati, criminali e pirati, ma nonostante i problemi causati dalla loro mancanza di disciplina la flotta riuscì a raggiungere Terranova.

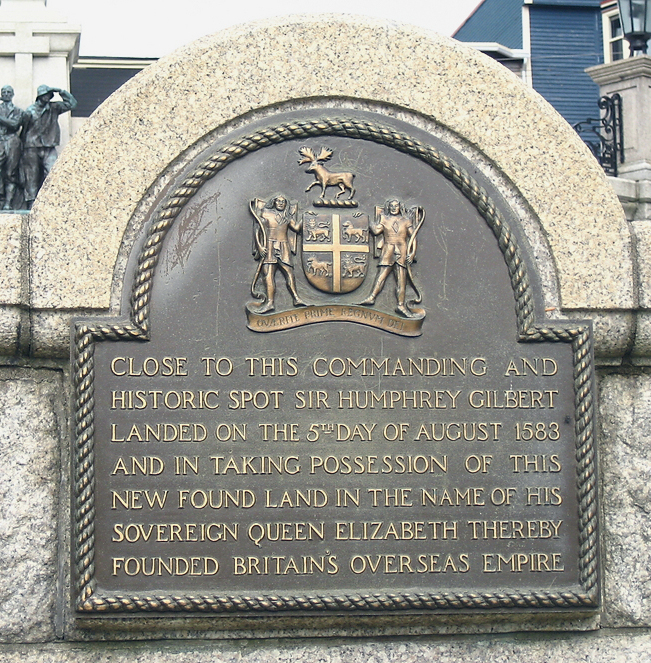
Targa commemorativa della scoperta di Gilbert per conto dell'impero britannico

Giungendo al porto di St. John's, Gilbert si trovò temporaneamente bloccato da una flotta di pescatori organizzata dall'ammiraglio del porto (un inglese) per un'accusa di pirateria compiuta contro un vascello portoghese nel 1582 da uno dei comandanti di Gilbert. Una volta risolto questo problema, Gilbert mostrò le sue lettere di permesso e, con una cerimonia formale, prese possesso di Terranova (comprese le terre 200 leghe a nord e a sud) per conto della corona inglese il 5 agosto 1583. Vi fu il taglio dell'erba per simbolizzare il trasferimento del possesso del suolo, secondo la legge inglese. Gli abitanti locali gli donarono un cane del posto, che egli chiamò "Stella" dedicato alla stella polare. Si assunse l'autorità sulle stazioni di pesca di St. John's ed istituì una tassa sui pescatori degli altri stati che pescavano nei pressi dei Grandi Banchi di Terranova.
Dopo alcune settimane la sua flotta ripartì, senza tentare di fondare un insediamento a causa della mancanza di provviste. Durante il viaggio di ritorno Gilbert insistette per navigare sulla HMS Squirrel. Ordinò un controverso cambio di rotta per la flotta. A causa della sua testardaggine e nonostante il parere degli altri ufficiali, la nave Delight si arenò e affondò causando la morte di tutto l'equipaggio tranne 16 persone sui banchi di sabbia di Sable Island. La Delight era la nave più grande tra quelle rimaste allo squadrone (fu una scelta azzardata quella di prendere l'iniziativa in acque costiere non mappate) e conteneva la maggior parte delle provviste rimaste. Più tardi, durante il viaggio, fu avvistato un mostro marino, che si dice essere sembrato un leone con occhi luminosi.
Dopo aver parlato con Edward Hayes e William Cox, capitano e master della Golden Hind, Gilbert decise il 31 agosto di fare ritorno. Il vento soffiava a favore, per cui raggiunsero Capo Race in soli due giorni scendendo subito a terra. Gilbert si ferì ad un piede sulla fregata Squirrel e, il 2 settembre, salì a bordo della Golden Hind per farselo bendare e per discutere il modo col quale tenere insieme le due piccole navi durante il viaggio. Gilbert si rifiutò di abbandonare la Squirrel mentre i vascelli proseguivano l'attraversamento dell'Atlantico. Dopo una feroce tempesta beneficiarono di un periodo di bel tempo e fecero progressi: Gilbert salì di nuovo a bordo della Golden Hind, parlò con Hayes ed insistette per tornare sulla Squirrel, anche se Hayes insistette che aveva troppi cannoni e non era sicura per la navigazione. Circa 900 miglia al largo di Cape Race nei pressi delle Azzorre incontrarono onde alte e mare mosso.
Il 9 settembre la Squirrel rischiò di ribaltarsi ma si salvò. Nonostante l'insistenza degli altri, che lo volevano a bordo di una delle navi più grandi, Gilbert rimase sulla piccola nave e fu visto seduto a poppa mentre leggeva u libro. Quando la Golden Hind giunse a portata di voce, l'equipaggio lo sentì gridare ripetutamente: "Siamo tanto vicini al paradiso via mare che via terra!", sollevando le mani al cielo. A mezzanotte le luci della fregata si spensero, e la vedetta sulla Golden Hind gridò: "Il Generale è in mare". La Squirrel era affondata con tutto l'equipaggio.
Si pensa che il libro letto da Gilbert fosse L'Utopia di Sir Tommaso Moro, che conteneva un passaggio secondo il quale la lunghezza del percorso per il paradiso era uguale da ogni punto.

## Retaggio
Gilbert fu il padre di Ralegh Gilbert, secondo in comando della colonia di Popham. Un dei suoi ultimi discendenti fu l'architetto Charles Pierrepont Henry Gilbert.
AL Rowse scrisse di lui:
()
Fu eccezionale per la sua iniziativa e per l'originalità, se non per il successo, ma fu nella colonizzazione che ebbe più influenza. L'Irlanda si concluse con un brutale disastro (nonostante Ulster e Munster furono nel frattempo colonizzati), ma l'avventura americana alla fine divenne fiorente. La formalità dell'annessione di Terranova divenne realtà nel 1610, ma forse fu più importante il trasferimento a Raleigh nel 1584 della licenza esplorativa di Gilbert, grazie alla quale intraprese le spedizioni all'isola di Roanoke, primo vero tentativo della corona inglese di stabilire delle colonie in America del Nord.
Gilbert Sound, vicino alla Groenlandia, prese da lui il nome grazie a John Davis. Nella Memorial University of Newfoundland una sala dei Burton's Pond Apartments è chiamata "Gilbert Court".

## Nella cultura di massa
In Fire in the Abyss di Stuart Gordon (1983), Humphrey Gilbert è il personaggio principale, e viene trasportato quattro anni nel futuro.
In The Gate of Time di Philip José Farmer (1966), Gilbert non viene spostato in avanti nel tempo ma lateralmente, in un universo parallelo.